# Anna Zawadzka (pedagog)

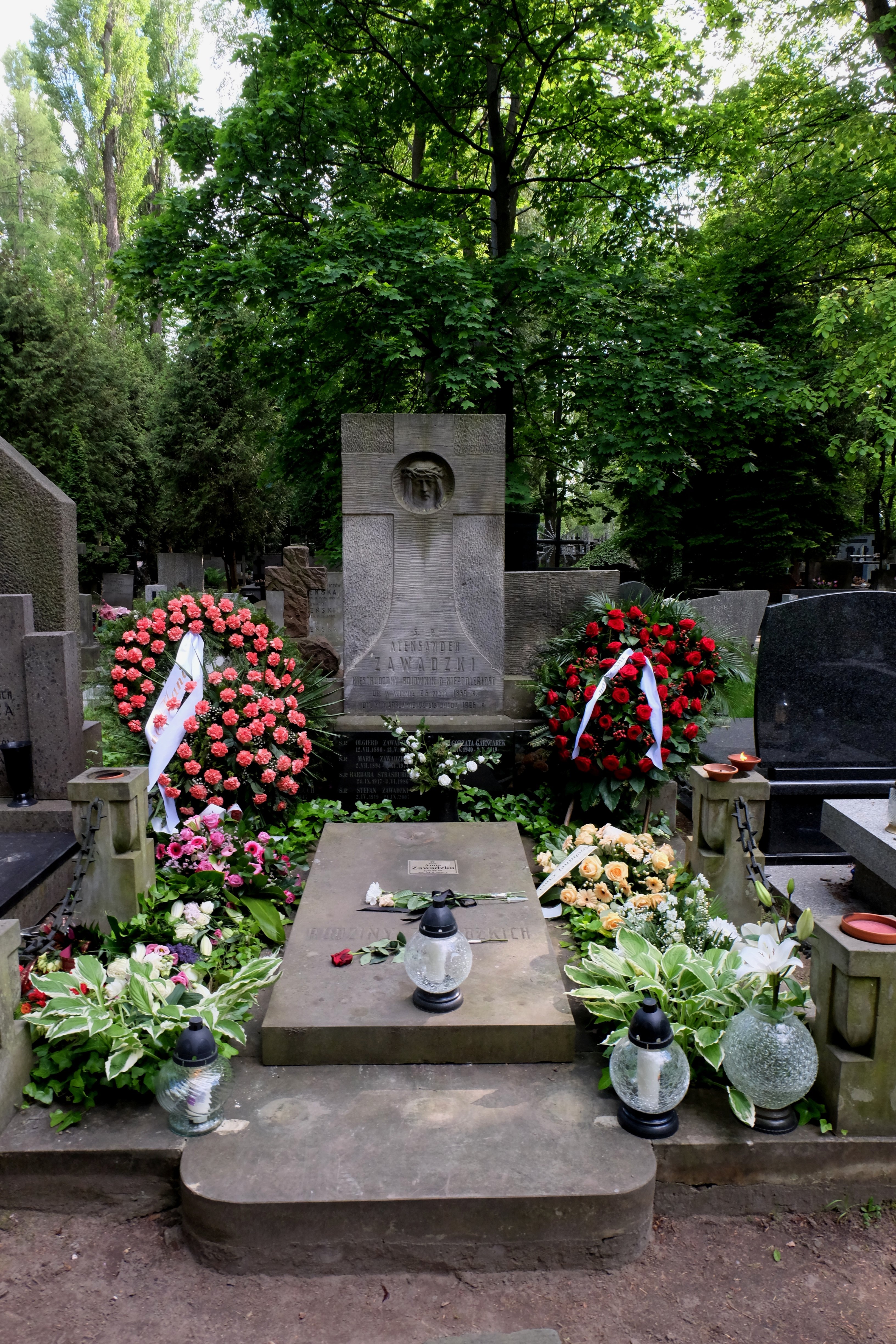
Grób prof. Anny Zawadzkiej na Cmentarzu Wojskowym na Powązkach w Warszawie

Anna Teresa Zawadzka (ur. 13 lutego 1932 w Warszawie, zm. 24 maja 2020) – polska pedagog, specjalistka z zakresie pedagogiki społecznej, prof. dr hab.

## Życiorys
Urodziła się 13 lutego 1932 w Warszawie, w rodzinie Bolesława (1892–1941) i Heleny Manowarda de Jana (1892–1955).
Obroniła pracę doktorską, następnie uzyskała stopień doktora habilitowanego. 27 grudnia 1993 nadano jej tytuł profesora w zakresie nauk humanistycznych. Piastowała stanowisko prodziekana w Instytucie Pedagogiki na Wydziale Nauk Historycznych i Pedagogicznych Uniwersytetu Wrocławskiego ds. studiów niestacjonarnych, oraz kierownika w Zakładzie Pedagogiki Społecznej i pracowni Badań nad Czasem Wolnym.
Zmarła 24 maja 2020. Pochowana w grobie rodzinnym na Cmentarzu Wojskowym na Powązkach (kwatera A16-5-7/8).